# Statistica bayesiana
La statistica bayesiana è un sottocampo della statistica in cui l'evidenza su uno stato vero del mondo è espressa in termini di gradi di credibilità o più specificamente di probabilità bayesiana.
Tale interpretazione è solamente una delle tante interpretazioni di probabilità e ci sono molte altre tecniche statistiche che non sono basate sul grado di credibilità. Prende il nome dal matematico britannico Thomas Bayes, che ha formulato il teorema omonimo.

## Inferenza statistica
L'inferenza bayesiana è un approccio all'inferenza statistica, che è distinta dall'inferenza frequentista neo-tradizionale (il termine neo-tradizionale denota i metodi bayesiani prima dei metodi di inferenza frequentista che dominano gli ultimi lavori scientifici).
Si basa specificatamente sull'uso di probabilità bayesiane per riassumere le prove.

## Modellizzazione statistica
La formulazione di modelli statistici per l'uso di statistiche bayesiane è la caratteristica aggiuntiva, non presente in altri tipi di tecniche statistiche, che richiedono una formulazione di un insieme di distribuzioni a priori per ogni parametro sconosciuto.

Le distribuzioni a priori sono la parte predominante del modello statistico, come parte che esprime la distribuzione di probabilità delle osservazioni date nei parametri del modello.
Le specifiche di un insieme di distribuzioni a priori per un problema potrebbe coinvolgere iperparametri e iperdistribuzioni a priori.

## Progettazione degli esperimenti
Le considerazioni abituali nella progettazione di esperimenti sono estese, nel caso di progettazioni bayesiane di esperimenti, per includere l'influenza della credibilità a priori. Un aspetto importante è che l'applicazione delle tecniche di analisi sequenziale permette che il risultato degli esperimenti precedenti abbia un'influenza sulla progettazione degli esperimenti successivi, in base all'aggiornamento della credibilità espressa dalla distribuzione a priori e a posteriori.
Nella progettazione degli esperimenti occorrerebbe fare buon uso di tutti i tipi di risorse: un esempio di progettazione bayesiana di esperimenti mirati a ottimizzare l'efficienza si ha nel caso del problema del bandito dalle molte braccia, generalizzazione del concetto di slot machine.